# Parafia Chrystusa Króla w Gliwicach
Rzymskokatolicka parafia pod wezwaniem Chrystusa Króla w Gliwicach – rzymskokatolicka parafia w Gliwicach, należąca do dekanatu Gliwice-Sośnica w diecezji gliwickiej.

## Historia parafii
Starania o budowę kościoła podjęto w 1930 r., lecz prace budowlane rozpoczęto dopiero w 1934 r. Inspiratorem budowy kościoła i powstania parafii był ks. Brunon Pattas, proboszcz parafii Świętej Rodziny. Autorem projektu budowli był architekt austriacki Karl Mayr. Konsekracji kościoła i erygowania nowej parafii dokonał 3 listopada 1935 r. kardynał Adolf Bertram.
Kościół ma formę bazyliki. W 1938 r. znany na Górnym Śląsku artysta malarz Karol Platzek namalował na przedniej ścianie prezbiterium fresk przedstawiający Chrystusa Króla. W latach powojennych fresk ten został zamalowany. Przyczyną zamalowania, jak również wysiedlenia do Niemiec proboszcza Brunona Pattasa, był znajdujący się na fresku napis w języku niemieckim: „Królestwo moje nie jest z tego świata”. W 1955 r. zbudowano w bocznej nawie kościoła ołtarz MB Nieustającej Pomocy. Ponowny remont kościoła przeprowadzono w 1973 r. (przebudowa prezbiterium – dostosowanie do nowej liturgii, malowanie kościoła, odkrycie fresku K. Platzka). W latach 1994–1995 miał miejsce kapitalny remont dachu kościoła (wymiana desek w konstrukcji, pokrycie blachą miedzianą). W roku 1996 założono ogrzewanie podłogowe w kościele i w domu katechetycznym – zbudowanym w latach 1984–1986. W 1999 roku dokonano renowację oculusów naw bocznych. W 2010 roku przeprowadzono prace konserwatorskie terenów zielonych wokół kościoła. W latach 2010–2012 przeprowadzono wymianę dużych okien naw bocznych; natomiast w roku 2013 odrestaurowano witraże oculusów naw bocznych. Także w 2013 roku wyremontowano pomieszczenia kaplicy bocznej adoracji oraz zakrystii.
Od roku 1981 do 1994 w kościele pw. Chrystusa Króla odbywał się coroczny ogólnopolski Festiwal Piosenki Religijnej „Cantate Deo”.
Parafia ma w swoim dorobku dwie publikacje:
- Nasz farorz – książka o księdzu Józefie Dyllusie 1934-2009, wydana w 2009 r. po śmierci ks. prałata;
- Witraże kościoła Chrystusa Króla w Gliwicach, wydana w 2010 r. na pamiątkę 75- lecia konsekracji kościoła.

## Zasięg parafii
Do parafii należy 13 000 wiernych z Gliwic, mieszkających przy ulicach: Bieńka, Bluszczowej, bł. Bronisławy, Brzozowej 1-23 i 2-26, Chodkiewicza, Chorzowskiej 1-39 i 2-44, Czarnieckiego, Czeremchowej, Dąbrowskiego, św. Elżbiety, Hoblera, Jarzębinowej, Jodłowej, Kalinowej, Kolejarzy, Koraszewskiego, Krakusa, Kruszynowej, Leszczynowej, Leśnej, Libelta, Ligustrowej, Lipowej, Malinowej, św. Marka 1-31 i 2-38, Młodego Hutnika, Na Zbiegu, Okrzei, Opolskiej, Podlesie 1-57 i 2-78b, Poniatowskiego, Porzeczkowej, Przyniczyńskiego, Rogiera, Rolnej, Rostka, Sikory, Skowrońskiego, Spółdzielczej, Targowej, Tarninowej, Tarnogórskiej 2-150 parzyste, Traugutta, Wandy, Witkiewicza, Wolskiego, Wróblewskiego, Wujka, Zajączka i Żółkiewskiego.

## Proboszczowie
- ks. Brunon Pattas (1934–1946)
- ks. Jerzy Piszczyk (1947–1954)
- ks. Franciszek Szatkowski (1954–1967)
- ks. Józef Joachim Dyllus (1968–2006)
- ks. Artur  Sepioło (2006–2012)
- ks. Jacek Orszulak (od 2012)

## Kościoły i kaplice mszalne
- Kościół pw. Chrystusa Króla

## Cmentarze
- Cmentarz komunalny przy ul. ks. Józefa Poniatowskiego 22

## Księgi metrykalne
- Parafia prowadzi księgi chrztów, ślubów i zgonów od 1925 roku, posiada ponadto księgi metrykalne lokali Świętej Rodziny za lata 1919–40